# Condado de Craig (Virgínia)
O Condado de Craig é um dos 95 condados do estado americano de Virgínia. A sede do condado é New Castle, e sua maior cidade é New Castle. O condado possui uma área de 856 km² (dos quais 0 km² estão cobertos por água), uma população de 5 091 habitantes, e uma densidade populacional de 10 hab/km² (segundo o censo nacional de 2000). O condado foi fundado em 1851.